# Greffier (Îles anglo-normandes)
Pour les articles homonymes, voir Greffier (homonymie).

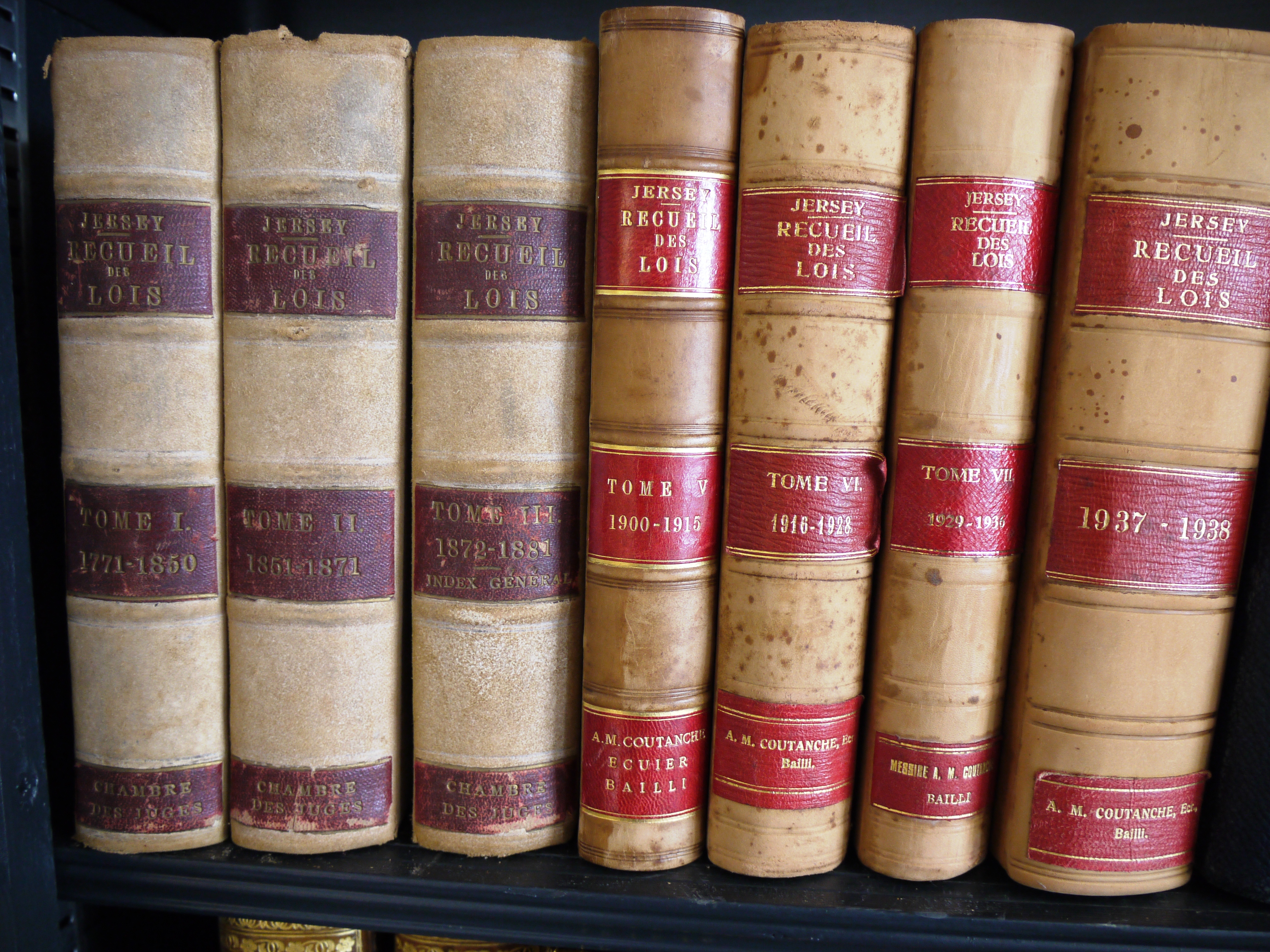
Recueil de Lois de Jersey de 1771.

Dans les îles anglo-normandes, le greffier est un auxiliaire de justice qui conseille et assiste les membres du Conseil des États de Jersey et des États de Guernesey. Les devoirs du greffier et du Greffe des îles anglo-normandes sont énoncés dans le Droit normand et la coutume de Normandie. 

## Droit normand
Dans les îles anglo-normandes, le droit normand a maintenu son langage juridique en français.
Aujourd’hui encore, la coutume de Normandie inspire la législation des parties de la Normandie dépendant de la couronne britannique, notamment la clameur de haro qui reste en vigueur à Sercq, Jersey et Guernesey, ainsi que la plupart des dispositions sur la succession et les fiefs. Les juristes se destinant à la profession d’avocat ou d’avocat-conseil à Guernesey doivent suivre un cycle d’étude de six mois en droit normand à l’université de Caen et obtenir un Certificat d’études juridiques françaises et normandes avant de pouvoir s’inscrire au barreau de Guernesey, dont dépendent les îles d'Aurigny, Sercq et Guernesey (il est devenu facultatif pour l'inscription au barreau de Jersey, depuis 1991).
Le terme français "Greffier" est employé officiellement dans tous les actes judiciaires dans le Droit jersiais et le droit guernesiais. 
On introduit un "projet de loi" (to introduce a projet de loi) ou un "projet d'acte" (to introduce a projet d'acte) qui sont déposés au greffe (Lodged au Greffe). Le greffier est "commis au greffe" (to be commis au greffe) où il archive les actes authentiques, procès-verbaux et les minutes de justice (minutes of evidence) aux archives du greffe de Saint-Hélier, et de Saint-Pierre-Port.
Le greffier enregistre et archive toutes les réclamations et injonctions dans la procédure exécutive du Clameur de haro.

## Jersey

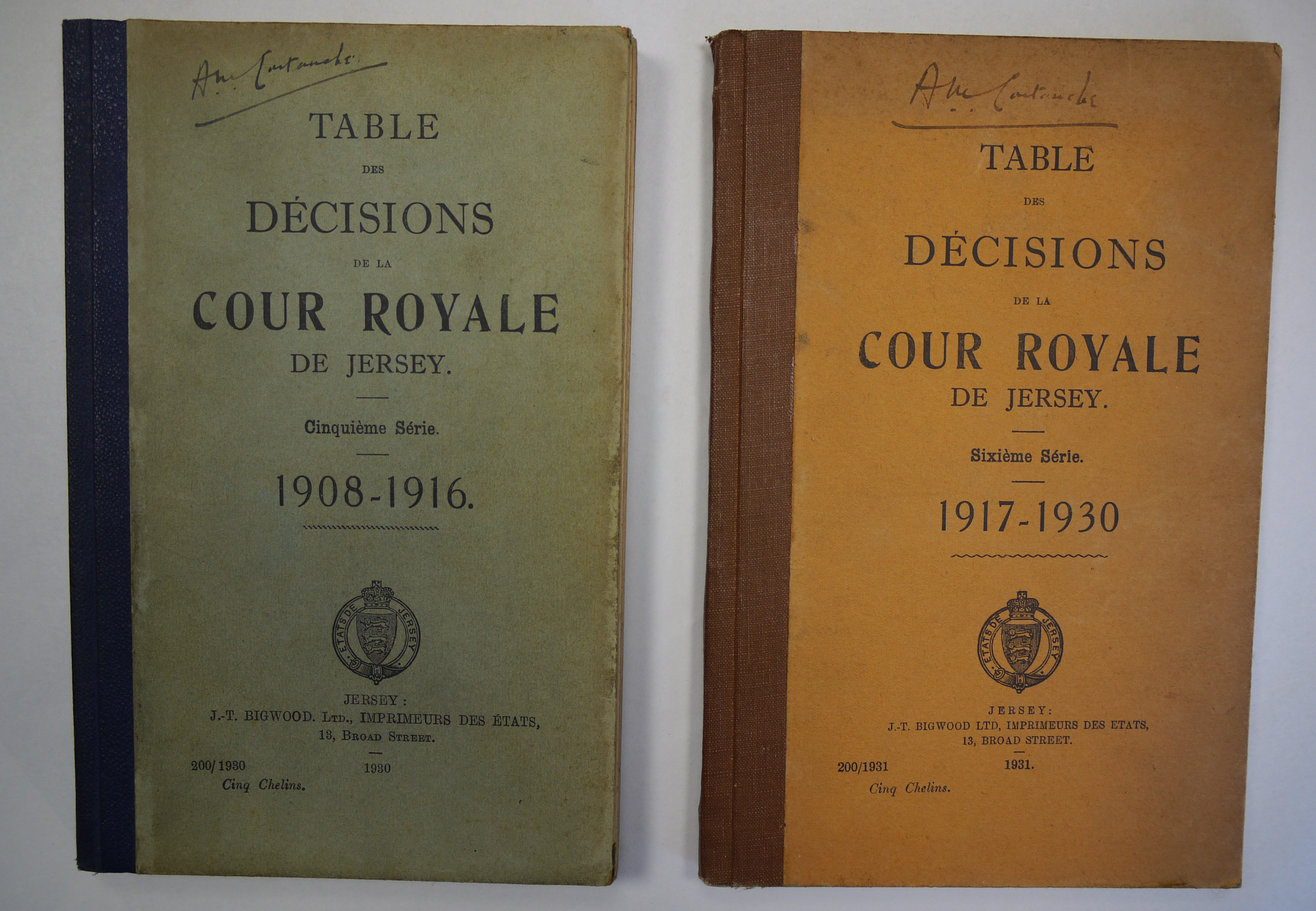
Table de Décisions de la Cour Royal de Jersey 1885-1978.

Le greffier des États de Jersey (Greffier of the states) prépare et publie tous les documents nécessaires pour chaque réunion des États et conserve un enregistrement de toutes les décisions prises. Au sein même de la chambre, le greffier agit en qualité de greffier de l'Assemblée lors d'une réunion des États et conseille l'huissier de justice sur des questions de procédure, le cas échéant. Les membres demandent souvent des conseils sur la manière de traiter un sujet de débat et le greffier l'aidera à trouver le libellé approprié pour la proposition qui permettra le mieux d'atteindre ces objectifs. Des conseils sont également donnés lorsque les membres cherchent à poser des questions orales ou écrites à l’Assemblée ou à faire des déclarations.
Le greffier peut occasionnellement présider l’Assemblée à la demande de l’Huissier de justice, si celui-ci n'est pas disponible.
Le greffier a la responsabilité légale d’agir en tant que gardien des archives officielles des États de Jersey et éditeur de publications officielles.

## Guernesey
Le greffier de sa Majesté dans le Droit guernesiais (Her majesty's Greffier) est chargé d'enregistrer et d'archiver tous les actes et délibérations des membres du Conseil des États de Guernesey au service des archives de l'île et états de Guernesey situé à Saint-Pierre-Port. L'assemblée parlementaire de Guernesey porte le nom de la "Cohue" (en guernesiais : la Cohue Dgèrnésy, en anglais : the Cohue of Guernsey). 